# MapleStory
MapleStory (em coreano:  메이플스토리, transl. Meipeul Seutori) é um MMORPG (Massive Multiplayer Online Role-Play Game) criado em maio de 2003 pela Wizet. O jogo possui gráficos bidimensionais e personagens desenhados ao estilo super deformed. Diferentemente da maioria dos MMORPGs atuais, MapleStory tem um sistema de batalhas, no qual o jogador comanda os movimentos dos personagens com o teclado.
O jogo possui um grande sistema de Classes. Cada conta ou jogador possui um nome único que não pode ser utilizado por outra pessoa, o que garante que o seu personagem não será confundido com outro. A versão brasileira do jogo, subsidiada pela Level Up! Games, foi encerrada no dia 22 de Outubro de 2011.

## Enredo
De acordo com a sinopse introduzida no Big Bang, há centenas de anos o Maple World começou a ser atacado por um poderoso mago, que se auto-denominava Black Mage. Os moradores não sabiam o que fazer, pois o Mago Negro e seus seguidores - os Black Wings - eram poderosos demais para se combater. Foi ai que surgiu 15 heróis muito poderosos (sendo ditos como personagens de Nível 200 no enredo) que se uniram contra o Black Mage. Aran, a poderosa guerreira; Freud, o Domador de Dragões; Mercedes, a rainha dos elfos; Phantom, o astuto Gatuno; e Luminous, o mago da luz, juntaram suas forças, e depois de uma grande batalha, conseguiram vencer Black Mage. Mas antes de morrer, o Mago Negro lançou uma maldição sobre os 4 heróis sobreviventes - Freud morreu enquanto escondia o ovo de dragão que seu companheiro, o líder dos dragões Onyx (Afried) deu antes de morrer. Aran, Mercedes, Phantom e Luminous foram congelados no gelo, perdendo suas memórias e habilidades - reduzindo o níveis de todos ao Level 1.
Nos tempos atuais, os Black Wings descendentes dos originais se esgueiravam secretamente pelos arredores do continente de Edelstein - lugar onde o Mago Negro nasceu -, procurando um jeito de ressuscitar o seu antigo mestre. Quando eles finalmente acham um jeito, os Piratas - nova classe pertencente aos Adventures - chegam na Victoria Island, se revelando como uma nova classe e avisa aos moradores da ilha que o mal do Black Mage estaria voltando em breve. A notícia rodou o Maple World, e chegou ao reino de Ereve, onde a imperatriz Cygnus decidiu criar um grupo especial entre os cavaleiros oficias do reino: os Cygnus Knights, cavaleiros inspirados nas classes Warrior, Thief, Magician, Pirate e Archer dos Explorers. Cada um tem sua habilidade especial, tendo como principal marca registrada a habilidade de chamar o espírito lendário respectivo de suas profissões para ajuda-los temporariamente em uma batalha. Mesmo com os Cygnus Knights (e os líderes de cada sub-classe) e todo o reino de Ereve, os Black Wings ainda estavam com muita vantagem. Enquanto isso, em Edelstein, os Black Wings e o recém ressuscitado Black Mage começaram a atacar a população do continente de forma discreta. O caos começou a se formar na região, e vendo que suas habilidades começavam a se fortalecer de novo, o Black Mage deu sua primeira "tacada" em sua jornada de comandar o mundo de Maple: ele jogou um feitiço sobre a Victoria Island, dando uma reviravolta em toda a ilha. Além disso, os bosses mais fortes do mundo se tornaram ainda mais poderosos - como o Horntail e Zakum, que se tornaram Chaos Horntail e Chaos Zakum - devido a outro feitiço jogado pelo poderoso mago.
Enquanto o Big Bang começava no mundo de MapleStory, uma outra crise começava na Victoria Island. Mais e mais gatunos sumiam das ruas de Kerning, fazendo com que o Dark Lord - líder dos Gatunos - começasse a ficar preocupado. O que ele não sabia, é que pelas sombras e becos da grande cidade nascia uma nova classe: os Dual Blades. Eles são um grupo de gatunos ninjas que usam duas kataras, um tipo de adaga especial. A classe é comandada pela Lady Syl, filha do antigo Dark Lord. Ela e Jin (o atual líder dos gatunos) foram treinados pelo Dark Lord anterior, que morreu pelo monstro Balrog (boss da Victoria Island). Depois de ter visto as habilidades de seu oponente, Balrog decidiu possuir o então morto guerreiro das sombras, ganhando novas habilidades e o deixando muito mais poderoso. Jin, que temia o pior, decidiu seguir seu mestre até a Sleepywood e presenciou tudo. Ele se revelou de seu esconderijo e tentou lembrar de quem o seu mestre era, mas não adiantou; já era tarde demais para salvá-lo. O que restou foi impedir que o terrível monstro que possuiu seu mentor escapasse da Sleepywood e conquistá-se a ilha. Depois de uma intensa luta, Jin foi o vitorioso, provando ser melhor do que seu antigo mestre, que estava com as habilidades multiplicadas várias vezes por causa do poder de Balrog. O monstro escapou antes que Jin o matasse por completo, mas não importava mais para ele. O aprendiz de gatuno carregou o corpo de seu mestre até Kerning City para enterrá-lo. Quando Lady Syl - que na verdade se chamava Sylvia - viu seu pai morto nas mãos de seu melhor amigo (no qual ela amava secretamente) e deduziu que Jin armou a história de Balrog ter se liberado de sua prisão para atrair ele para uma armadilha, onde Jin iria matá-lo para assumir a posição de novo Dark Lord. O jovem tentou convencer Sylvia que aquilo que ela estava imaginando era mentira, mas não adiantou. Na última vez que se viram, Sylvia jurou se vingar de seu antigo melhor amigo (e agora maior inimigo), e assim ela começou a buscar pelos mais talentosos gatunos iniciantes treinados pelo Dark Lord para então se vingar contra aquele que matou o seu pai.

## Jogabilidade

### Gráficos
Desenhado em gráficos bidimensionais atípicos da geração atual, MapleStory é fiel ao resgate do estilo plataforma, iniciado por jogos como Donkey Kong, Super Mario Bros., entre outros, um estilo que praticamente acabou com a chegada da 7ª Geração de video games e a criação do Nintendo 64. E que hoje existe quase que exclusivamente em portáteis como Game Boy Advance e Nintendo DS. Além disso, por ser um jogo de plataforma, MapleStory possui um sistema de missão bastante original chamado Jump Quest, ou seja, Missão de Pulo, que consiste em uma espécie de pista de obstáculos, que requer destreza, paciência e atenção para ser superada.

### NPC
Um Personagem Não-Jogável (em inglês: Non-Playable Character) é um personagem de qualquer jogo eletrônico - geralmente mais comuns em MMORPGs - que não pode ser controlado por um jogador, mas se envolve de alguma forma no enredo de um jogo. Ele exerce um papel específico cuja finalidade é a simples interatividade com o jogador.
Em MapleStory os NPCs tem papel fundamental para a evolução do personagem durante o jogo. Existem centenas deles em todo o Maple World, de diferentes formas, tamanhos e personalidades.
A função básica de um NPC em MapleStory é de entregar quests (missões) para os jogadores, dando uma ou mais recompensas para os personagens que as completarem. As recompensas vão de Experiência (EXP), até Fama (Fame) e Mesos. Existem também alguns NPCs que tem as funções de ensinarem aos personagens novatos como jogar (que geralmente só aparecem no começo do game) e os chefes das profissões, que avançam os jogadores para as classes de trabalho (como o Dark Lord para os Thiefs, ou a Lady Syl para os Dual Blades).

## Habilidades
As skills são técnicas que podem ser aprendidas pelo seu personagem. Ao iniciar o jogo, você possui três skills básicas, e pode acessá-las com a tecla K do teclado comum ABNT2 (teclado padrão). Sempre que você evolui um nível, seu personagem ganha uma certa quantidade de pontos de Skill - ou SP - para distribuir entre as skills possuídas por ele. Nos primeiros sete níveis você irá ganhar 1 ponto para cada nível evoluído. A partir dai não ganhará mais nenhum ponto até que faça o Avanço para primeira classe (Nível 10, ou 8 se for bruxo). A cada avanço de classe que você faz, ganha mais algumas skills, que pode encontrar utilizando a tecla K do teclado. Além disso, deste momento em diante, a cada nível você ganhará sempre um total de 3 pontos de skill para colocar nas suas novas técnicas.
Existem além disso algumas Skills que requerem um valor mínimo de uma outra skill para que possam ser utilizadas. E muitas vezes, essas skills são de Porcentagem, o que significa que você PRECISA delas. Por exemplo: Minha Skill A aumenta a defesa em 10 pontos. Minha Skill B aumenta a defesa em 5%, mas eu preciso de 3 pontos na skill A para por pontos nela. Se esse é o caso, você pode colocar pontos na Skill A só até atingir o mínimo necessário para a Skill B.
Existem também os Livros de Maestria, para serem usados por personagens já com o 4º Avanço de classe, que aumentam o nível máximo de uma skill (Habilidade).

## Atributos
Os atributos são qualidades aprendidas pelo seu personagem. Algumas delas serão uteis para você fazer o avanço de profissão, outras servem para você manusear uma certa arma ou aguentar um tipo de armadura. Cada profissão tem seus atributos ideais que são destacados na janela de atributos - que pode ser acessada pressionando a tecla A do teclado padrão.
Em MapleStory, existem 4 atributos básicos, são eles STR, DEX, INT e LUK. Em geral, cada classe em MapleStory tem um desses quatro atributos bases como atributo resultante de sua força (exceção Demon Avenger que possui HP como base).

## Classes
Maple Story também tem um sistema de classes - também chamados de Jobs ou profissões. Apesar de todos os MMORPGs terem seus sistemas de classes, Maple Story tem um sistema único e original de organização de profissões. Ao invés de só organizar as profissões por classes, também as organiza por variações de personagens. A organização de classes é a seguinte:
- Explorers:

1. Warrior
2. Archer
3. Thief
4. Mage
5. Pirate
6. Dual Blade
7. Cannoneer
8. Pathfinder
9. Jett - Classe exclusiva disponível somente no GMS, TMS, JMS.
10. Zen - Classe exclusiva disponível somente no CMS, TMS e MSEA.

- Cygnus Knights:

1. Dawn Warrior
2. Blaze Wizard
3. Wind Archer
4. Night Walker
5. Thunder Breaker
6. Mihile

- Resistence:

1. Mechanic
2. Battle Mage
3. Wild Hunter
4. Demon Slayer
5. Demon Avenger
6. Xenon
7. Blaster

- Sengoku:

1. Hayato
2. Kanna

- Nova:

1. Kaiser
2. Angelic Burster
3. Cadena

- Flora:

1. Illium
2. Ark
3. Adele

- Hero:

1. Aran
2. Evan
3. Mercedes
4. Phantom
5. Luminous
6. Shade

- Child of God:

1. Zero

- Beast Tamer:

1. Chase

- Kinesis

1. Kinesis

- Monster

1. Pink Bean

Cada classe de cada variação evoluem em suas profissões. O geral no Maple Story é os personagens ter 5 empregos até o seu último nível, sendo que depois de escolhida a sua classe no 2º emprego, só evoluirá nesse Job e não poderá optar por mudar. Além disso, o nível de evolução máximo para todas as classes é o nível 250 e o nível de inicio varia entre os  personagens: Alguns começam  no nível 1, outros no 10 e a classe Zero no nível 100.

## Maple World
O Maple World (ou Mundo de Maple) é o local onde toda a história do jogo acontece. É um lugar fantástico onde a maioria dos continentes são ilhas - sendo algumas flutuantes. O maior e mais importante continente do Maple World é Ossyria, que abriga a cidade e a Torre de Orbis, a fria região de El Nath e a grande floresta de Leafre.
Ao todo o mundo de MapleStory possui 5 continentes (Ossyria, Masteria, Dawnveil, Edelstein e Grandis) e 4 ilhas (Maple Island, Ereve, Rien e Victoria Island).
Todas classes do jogo possuem seu local de origem próprio. Alguns dos locais são exclusivos das classes, exemplo Rien, ilha natal dos Arans.

## Grupos
Grupos são comunidades do MapleStory, mas que só servem para caçadas contra monstros, e não como uma verdadeira comunidade virtual como fazem os clãs. As características básicas de um grupo é o pequeno número de participantes, e que só encontram 1 ou 2 vezes para caçar. O interessante em Grupos é que mesmo que você fique parado sem matar nenhum monstro, você ganhará experiência de acordo com o que um outro membro do Grupo esteja caçando (portanto que você tiver no mesmo mapa do membro). Quando você tiver um grupo, você poderá fazer a Missão de Grupo.

### Missão de Grupo
A Missão de Grupo de MapleStory são missões feitas por grupos. Depois de se juntar ou criar um grupo, fale com o líder da Missão de Grupo da cidade de onde você está. Toda cidade em MapleStory (geralmente na Vitória Island) tem a sua Missão de Grupo, sendo que dependendo da cidade, o desafio será diferente. As missões de Grupo do MapleStory são geralmente abreviados como PQ - que vem da sigla em inglês Party Quest e em tradução literal significa Missão de Festa, ou Missão de Grupo, e dependendo da cidade, recebe uma nova sigla. EX: A Missão de Grupo de Kerning é abreviada como KPQ e a missão de Henesys é abreviada como HPQ.

## Guilds
Uma Guild é basicamente um grupo, só que em escala bem maior. Além do mais, se um membro da guilda matar um monstro, o seu jogador não vai ganhar experiência. Guilds também servem para trocar informações e/ou trocar coisas, como por exemplo armas e armaduras. Também é uma forma muito mais fácil de ter pessoas com quem conversar sem precisar adicionar ninguém como amigo. O próprio jogo lhe avisa quando alguém da guild entrar. O líder da guild pode escrever mensagens para todos os outros membros verem, como por exemplo, pedir que todos façam a missão de grupo de algum lugar ou que participe da Monster Carnavial. Elas, atualmente, podem variar do nível 1 até o 25 através dos guild points que podem ser obtidos realizando Root Abyss, Normal Zakum, Chaos Zakum, Normal Horntail, Chaos Horntail. Para criar uma você terá que juntar 1.000.000 mesos (a moeda do jogo).

## Mesos
Mesos são a moeda do Mundo de Maple. Com mesos se pode comprar armaduras, armas, poções e também outros tipos de itens. Mesos são muito trocados por itens, quando um jogador pede para trocar alguma coisa. Para conseguir mesos você pode completar missões que deem mesos, trocar itens com outro jogador, ou o mais fácil: Matar monstros.

## Cash
Cash é a moeda virtual comprada por meio de dinheiro real que é usada para comprar roupas, bichos de estimação, efeitos, lojas e para seu personagem; e itens para aperfeiçoar seus equipamentos.

## Encerramento da versão brasileira - BMS
Apesar da alta popularidade do jogo, no dia 22 de Agosto de 2011, foi anunciado o encerramento das atividades de MapleStory no Brasil. A causa do rompimento não foi informada oficialmente. A versão distribuída pela Level Up! Games seria encerrado em 22 de Outubro de 2011, mas no dia 21 de Outubro foi comunicado que o servidor brasileiro continuaria disponível até 22 de Novembro de 2011, quando foi oficialmente encerrado.
Após o rompimento com o Brasil, os jogadores foram convidados a migrar para a versão europeia do jogo, o EMS, mas sem a possibilidade de transferência de bens e personagens. Esta foi a única opção para o público brasileiro, uma vez que a versão global havia sido bloqueada para entrada de novos jogadores do Brasil assim que o BMS entrou em funcionamento no país, tendo o desbloqueio ocorrido apenas no encerramento da versão europeia.
No dia 21 de Outubro de 2012, o domínio oficial do MapleStory no Brasil, o maplestory.com.br foi adquirido por Erick Amoedo, que informou por meio do site estar em negociação com a Nexon na tentativa de adquirir os direitos para a reativação dos servidores brasileiros. Como nenhuma informação nova foi repassada desde 2012, fica subentendido que as negociações não prosseguiram.
Em março de 2013, uma equipe independente de desenvolvedores anunciaram uma versão não-oficial do BMS voltada ao público brasileiro do jogo. Intitulada pelos mesmos de Brasil MapleStory2, a versão não-oficial tem o propósito de resgatar as memórias dos jogadores ativos na época do servidor oficial, e conta com uma versão estilo "Oldschool" do jogo. O serviço independente foi encerrado dia 11 de julho de 2020.

## Encerramento da versão europeia - EMS
No dia 7 de Junho de 2016, a Nexon Europe anunciou a migração do Europe MapleStory  para o Global MapleStory, sob a justificativa de melhorias gerais em seus serviços no ocidente. A transferência ocorreu no dia 10 de novembro do mesmo ano tendo seus servidores, Kradia e Demethos, fundidos a um novo servidor do Global denominado Luna. Embora dados da conta do jogador praticamente não foram alterados, exclusividades na versão europeia do jogo foram removidos além de serem reiniciados todas as listas de amigos, clãs e rankings (Mu Lung Dojo, por exemplo).